# واسیلوو
واسیلوو (انگلیسی: Vasilovo) یک شهرک در شهرستان کالتاسینسکی استان باشقیرستان کشور روسیه است.